# Xanana Gusmão
Kay Rala Xanana Gusmão, nacido como José Alexandre Gusmão (literalmente traducido al español: José Alejandro Guzmán) (Manatuto, Dili, 20 de junio de 1946) es un político timorense. Fue presidente del país de Timor Oriental en el Sudeste de Asia desde su independencia en 2002 hasta 2007. El 8 de agosto de 2007 el presidente José Ramos-Horta lo nombró primer ministro, cargo que ocupó hasta el 16 de febrero de 2015.
En 2023 asumió nuevamente como primer ministro tras la victoria de su partido en las elecciones legislativas.

## Biografía

### Primeros años y carrera
Gusmão nació en Manatuto, cuando el país estaba bajo el dominio portugués, y sus padres eran de ascendencia mixta portuguesa-timorense, quienes fueron maestros escolares. Estudió en un colegio jesuita en las afueras de Dili. Después de dejar el colegio a la edad de dieciséis años (por razones económicas), realizó una variedad de empleos no cualificados, hasta que continuó su educación en la universidad. En 1965, a la edad de 19, conoció a Emilia Batista, quien más tarde se convertiría en su esposa.
En 1966 Gusmão obtiene una posición de empleado público que le permite continuar con su educación. Renunció en 1968 cuando fue reclutado por el ejército portugués para el servicio nacional. Sirvió por tres años, llegando al rango de cabo. Durante ese período se casó con Emilia Batista, con la cual tuvo un hijo y una hija, Eugenio y Zenilda. Más adelante se divorció de ella, quien vive actualmente en Australia. 
Su apodo, "Xanana", fue tomado del nombre de la banda estadounidense de rock and roll Sha Na Na, que a su vez recibió el nombre de una letra de una canción doo-wop de 1957 por The Silhouettes.
En 1971, tuvo un cambio radical; completando su servicio militar, nació su hijo y se involucró con la organización nacionalista encabezada por José Ramos-Horta. Durante los siguientes tres años estuvo involucrado en las protestas pacíficas contra el sistema colonial.
Fue en 1974, que la Revolución de los Claveles en Portugal resultó en la descolonización de Timor Portugués y luego el gobernador Mário Lemos Pires anunció planes para garantizar la independencia de la Colonia. Los planes contemplaban realizar elecciones generales en vistas a la independencia en 1978.
Durante la mayor parte de 1975, se produjo un amarga lucha interna entre dos facciones rivales en Timor Portugués. Gusmão se involucró profundamente con la facción del FRETILIN (Frente Revolucionario de Timor-Leste Independiente), y que posteriormente fue arrestado y encarcelado por la facción rival la UDT (Unión Democrática Timorense) a mediados de 1975.
Aprovechando el desorden interno, y con el objetivo de absorber la colonia, Indonesia inmediatamente comenzó una campaña de desestabilización, y se organizaron frecuentes incursiones en Timor portugués desde Timor Occidental indonesio. 
A finales de 1975, el FRETILIN había ganado el control de Timor Portugués y Gusmão fue liberado. Obtuvo la posición de Secretario de Prensa de la FRETILIN. El 28 de noviembre de 1975, el FRETILIN declaró la independencia de Timor Portuguesa como "República Democrática de Timor Oriental" y Gusmão fue responsable de filmar la ceremonia.
Nueve días después Indonesia invadió Timor Oriental. En ese momento Gusmão estaba visitando unos amigos en las afueras de Dili y observó la invasión desde las colinas. Durante los siguientes días buscó a su familia.

## Ocupación indonesia
Después de la formación del "Gobierno Provisional de Timor Oriental" por Indonesia, Gusmão se involucró totalmente en las actividades de la resistencia. Gusmão fue responsable del nivel de organización que tomó la resistencia y, por ende, tomó el mando de ésta. Durante los días que siguieron Gusmão caminaba de pueblo en pueblo para obtener apoyo y reclutas. A mediados de la década de 1980 era un gran líder.
Durante el inicio de la década de 1990, Gusmão incursionó en la diplomacia y en el manejo de los medios de comunicación, y fue instrumento para alertar al mundo de la masacre ocurrida en Santa Cruz el 12 de noviembre de 1991. Gusmão fue entrevistado por medios internacionales y llamó la atención al mundo entero.
Con su alto perfil, Gusmão se convirtió en objetivo principal del gobierno indonesio. En 1992, hay una campaña para capturarlo. En mayo de 1993, fue juzgado, encarcelado y sentenciado de por vida por el gobierno indonesio. Le fue negado el derecho a defenderse. No fue hasta finales de 1999, que fue liberado de la prisión. Durante este tiempo fue visitado por representantes de las Naciones Unidas y dignatarios como Nelson Mandela.

## Transición a la independencia
El 30 de agosto de 1999, se realizó un referéndum en Timor Oriental donde una gran mayoría voto por la independencia de la región. Los militares indonesios comenzaron una campaña de terror que trajo consigo terribles consecuencias. A pesar de que el gobierno indonesio negó la orden de esta ofensiva, fueron condenados enérgicamente por no evitar la acción. Como resultado de la presión diplomática internacional de las Naciones Unidas, y particularmente de los Estados Unidos y Australia, una fuerza mayormente australiana de pacificación de la ONU entró a Timor Oriental y Gusmão fue liberado. Desde su regreso a Dili, comenzó una campaña de reconciliación y de reconstrucción.
Gusmão fue designado para gobernar junto con la administración de la ONU hasta 2002. Durante este tiempo él continuaba campañas para la unidad y la paz dentro de Timor Oriental, y fue generalmente asociado como un líder de facto en la nueva nación. Las elecciones presidenciales a finales del 2001, lo eligieron como líder del país de manera abrumadora. Así se convirtió en el primer Presidente de Timor Oriental cuando formalmente se independizó el 20 de mayo de 2002. 
Gusmão ha publicado una autobiografía con textos seleccionados llamada Resistir es ganar. Actualmente está casado con Kirsty Sword, una australiana que conoció en prisión en Yakarta con la que tuvo un hijo, Alexandre.
En 1999, fue galardonado con el Premio Sajarov para la Libertad de Pensamiento, otorgado por el Parlamento Europeo, y en el 2000 con el Premio de la Paz de Sydney por su "Coraje y Liderazgo para la Independencia del pueblo de Timor Oriental".
| Predecesor: creación del cargo (Nicolau dos Reis Lobato, gobierno en el exilio) (Ocupación de Timor Oriental por Indonesia) | Presidente de la República Democrática de Timor Oriental 2002 - 2007          | Sucesor: José Ramos-Horta    |
| Predecesor: Estanislau da Silva                                                                                             | Primer ministro de la República Democrática de Timor Oriental 2007 - 2015     | Sucesor: Rui Maria de Araújo |
| Predecesor: Taur Matan Ruak                                                                                                 | Primer ministro de la República Democrática de Timor Oriental 2023 - presente | Sucesor: En el cargo         |